# Zoran Martič
Zoran Martič (Celje, 8 maggio 1965) è un allenatore di pallacanestro sloveno.

## Palmarès
- Campionato macedone: 1

MZT Skopje: 2013-14
- Campionato sloveno: 1

Union Olimpija: 2017-18
- Coppa di Macedonia: 1

MZT Skopje: 2014
- Coppa di Slovenia: 1

Cedevita Olimpija: 2024